# Quarzlampe

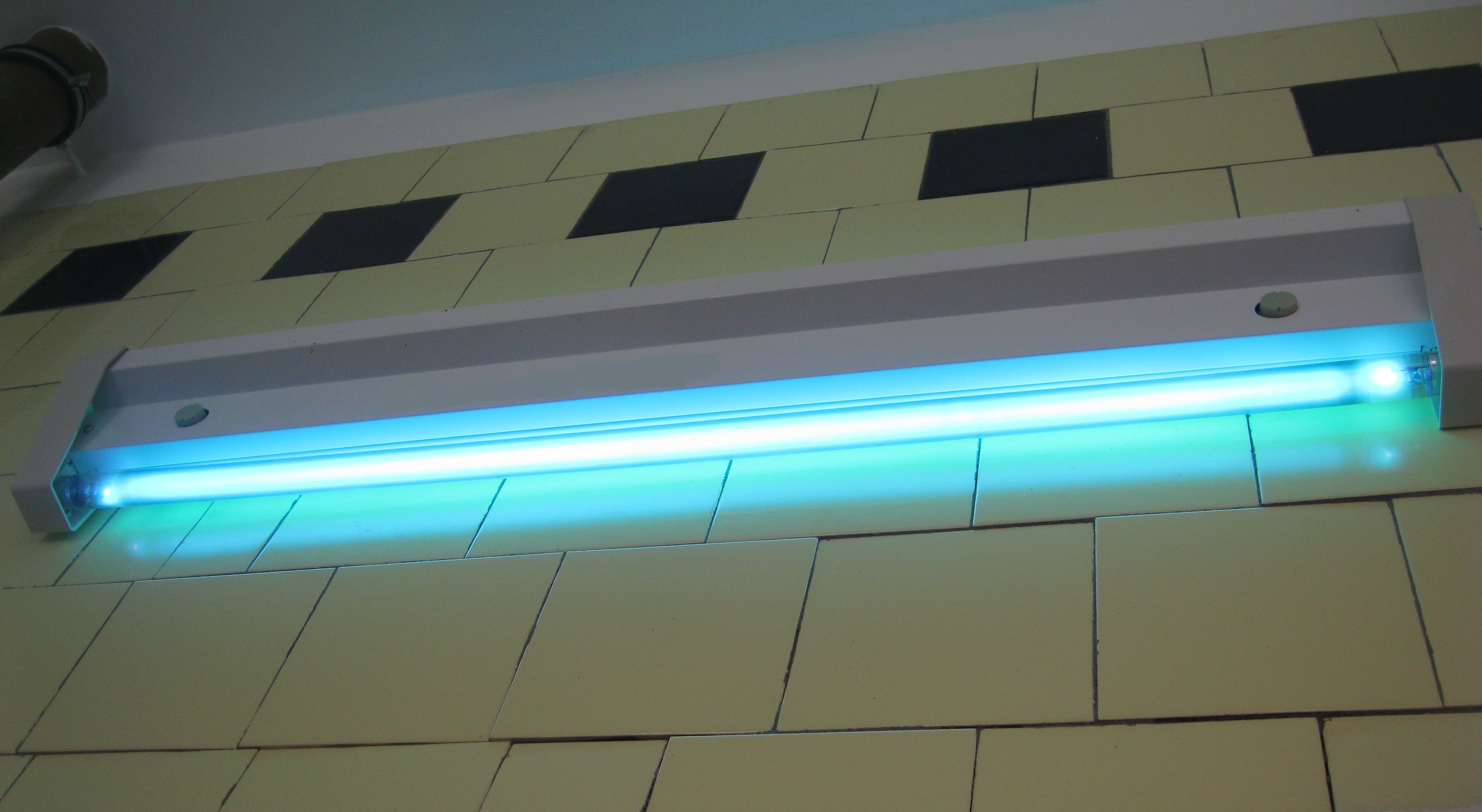
Quarzlampe

Die Quarzlampe ist eine mit Quecksilberdampf gefüllte Gasentladungslampe (Quecksilberdampflampe mit einem Entladungsgefäß aus Quarzglas) und dient zur Erzeugung von UV-Strahlung. Das Entladungsgefäß blockt für therapeutische Zwecke einen wesentlichen Teil der UVC-Strahlung ab, was bei Brennern von Quecksilberdampf-Hochdrucklampen nicht zwingend der Fall ist.
Das Hochdruck-Entladungsgefäß ist nicht wie bei Lampen zu Beleuchtungszwecken in einem Schutzglaskolben, sondern meist frei ohne Schutz, um die harte UV-Strahlung passieren zu lassen. Niederdruck-Quarzlampen bestehen nicht wie Leuchtstofflampen oder Leuchtröhren aus leuchtstoffbeschichtetem normalen Glas, sondern aus klarem Quarzglas.
Zur Anwendung kommt die Quarzlampe in der Medizin, Kriminalistik und Wissenschaft, sowie teilweise in der Fotografie zur besonderen Ausleuchtung. Weitere Anwendungen sind die Desinfektion (Trinkwasser) und die Fotolithografie.

## Medizinische Verwendung

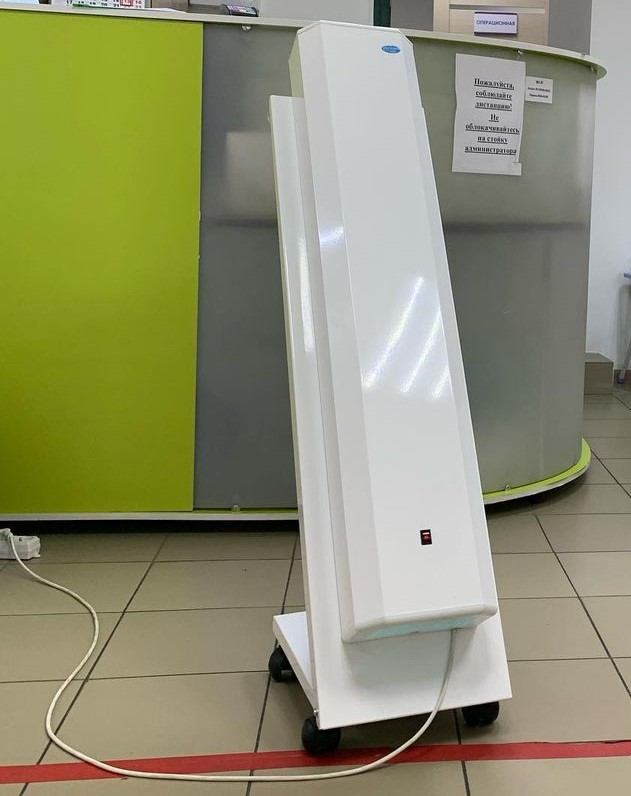
Geschlossene Quarzlampe (Umwälzpumpe) im Krankenhaus

In der Medizin wurden Quarzlampen früher häufig zu Bestrahlungszwecken verwendet (Die Höhensonne ist jedoch eine Quecksilberdampf-Hochdrucklampe). Dabei kommt es zu photochemischen Reaktionen und zum Entstehen des photochemischen Erythems (Pigmentierung). Angewandt wurden sie zur Behandlung von Rachitis und Osteomalazie, da die Bestrahlung in der Haut das Provitamin D3 erzeugt.
Zusätzlich wirkt sie bakterienabtötend und wurde daher oft in Krankenhäusern und zur Behandlung von Akne und anderen Hautkrankheiten eingesetzt. Einen Sonderfall stellt die "Kalte" Quarzlampe dar, die vom Gründer des Sanatoriums Wienerwald,  Hugo Kraus, 1931/32 zur Bestrahlung bei Kehlkopftuberkulose entwickelt wurde.
Durch die mögliche Auslösung von Hautkrebs sind diese Therapien aus der Mode gekommen.
In Solarien werden heute nur Quecksilberdampf-Niederdrucklampen ähnlich Leuchtstofflampen eingesetzt; diese emittieren nur im weichen Ultraviolett. Die Benutzung von Solarien ist dennoch umstritten.

## Kriminalistische und wissenschaftliche Verwendung
In der Kriminalistik können unter anderem Briefmarkenfälschungen erkannt werden, da Veränderungen im Markenbild oder Aufdruck gegenüber dem Original mit der Quarzlampe deutlich werden. Quarzlampen oder auch die mit einem UV-Leuchtstoff vorrangig im UV-A emittierenden sogenannten „Schwarzlichtlampen“ werden nicht nur zur Enttarnung gefälschter Briefmarken, sondern auch zur Aufdeckung gefälschter Materialien oder Geheimschriften verwendet.
Quarzlampen haben sich auch zum Auffinden abgeschabter Schriften auf Pergament bewährt. So wurde unter anderem Ciceros Schrift „De re publica“ im Vatikan wiederentdeckt.

## Technische Verwendung
Als UV-Strahler werden sie in der Wissenschaft verwendet, um z. B. Spektrometer anhand des Linienspektrums zu kalibrieren oder um Fluoreszenz-Marker anzuregen.
Zur Löschung von EPROMs verwendet man oft kompakte Niederdrucklampen geringer Leistung.
Weitere Anwendungen sind das Aushärten UV-sensibilisierter Kunstharze, die Desinfektion von Trinkwasser und die Fotolithografie.

### UV-Analysenlampen
Das Europäische Arzneibuch sieht bei Prüfungen die Nutzung von Quarzlampen mit Quecksilberdampf vor. Häufig ist bei der Auswertung von Dünnschichtchromatographie-Platten ultraviolettes Licht der Wellenlänge 254 nm oder 365 nm vorgeschrieben. Die UV-Analysenlampe kann mithilfe einer ethanolischen Natriumsalicylat-Lösung überprüft werden. Ein Fleck mit einem Durchmesser von etwa fünf Millimetern auf Kieselgel muss dabei bei der entsprechenden Wellenlänge aus dem üblichen Beobachtungsabstand problemlos zu erkennen sein. Bei der Verwendung der Lampe darf der Abstand zwischen Lampe und zu untersuchender Platte dann nicht größer sein, als bei dieser Überprüfung.